# Amurtiger
Amurtigeren (latin: Panthera tigris altaica), ofte kaldt den sibiriske tiger, er en underart af tigeren. Navnet ‘amurtigeren’ afspejler dens historiske leveområde omkring Amur-floden, som i dag overvejende er begrænset til Primorskij kraj i Rusland, samt nogle få individer i Kina og Nordkorea. Tidligere dækkede dens leveområde det nordlige Kina, hele Koreahalvøen og store områder i det østlige Sibirien. Amurtigeren blev udryddet i Sydkorea i 1922 og er i dag truet på grund af krybskytteri og tab af habitatområde.
Amurtigeren er den største af de ni underarter af tigre, hvoraf de tre regnes for udryddet i dag. Hannen kan veje op til 300 kilogram og den kan være mere end 2,5 meter lang.
Der menes ikke at være mere end 400 individer tilbage i naturen i dag. Det er den type tiger man kan se i Odense Zoo og København Zoo, samt Knuthenborg Safaripark.